# Port lotniczy Dżudda
Port lotniczy Dżudda (IATA: JED, ICAO: OEJN), Międzynarodowe Lotnisko Króla Abd al-Aziza ibn Su’uda – międzynarodowy port lotniczy położony w Dżuddzie. Jest jednym z największych portów lotniczych w Arabii Saudyjskiej. Nazwa lotniska pochodzi od króla Abd al-Aziza ibn Su’uda. Port lotniczy zajmuje powierzchnię 15 kilometrów kwadratowych. Zawiera oprócz właściwego portu lotniczego wraz z królewskim terminalem, obiekty dla Królewskich Saudyjskich Sił Powietrznych i mieszkania dla personelu lotniska.
Roboty przy budowie lotniska rozpoczęły się w 1974 roku, a zakończono je w 1980 roku. Otwarcie nastąpiło 31 maja 1981 roku.
Ze względu na bliskość od Dżuddy do świętego miasta islamu Mekki, port lotniczy jest szczególnie uczęszczany, w szczególności: terminal Hadżdż jest specjalnie zbudowany do obsługi pielgrzymów zagranicznych przybywających do Mekki. Wiele linii lotniczych z krajów muzułmańskich i niemuzułmańskich korzysta z Terminalu Hadżdż. Został zaprojektowany przez Fazlura Rahmana Khana z firmy architektonicznej Skidmore, Owings and Merrill LLP (SOM)
Terminal północny lotniska jest wykorzystywany przez wszystkie zagraniczne linie lotnicze. Terminal Południowy był zarezerwowany do wyłącznego użytku Saudi Arabian Airlines do 2007 roku, kiedy również prywatni przewoźnicy Nas Air i Sama Airlines miały uprawnienia do korzystania z tego terminala. Lotnisko Dżudda jest jednocześnie głównym węzłem Saudia.
Szacuje się, że Terminal Hadżdż ma 465 000 m² powierzchni. Zaliczany jest do największych terminali lotniczych na świecie.

## Linie lotnicze i połączenia
| Linia Lotnicza                  | Kierunek |
| ------------------------------- | --- |
| Aegean Airlines                 | 1. Ateny |
| Afriqiyah Airways               | 1. Misrata 2. Trypolis |
| Air Algerie                     | 1. Algier |
| Air Arabia                      | 1. Aleksandria 2. Asjut 3. Kair 4. Luksor 5. Szardża 6. Sauhadż |
| AirAsia X                       | Sezonowo: 1. Kuala Lumpur |
| Air Astana                      | 1. Ałmaty |
| Airblue                         | 1. Islamabad 2. Lahaur 3. Multan 4. Peszawar |
| Air Cairo                       | 1. Aleksandria 2. Asjut 3. Kair 4. Giza 5. Luksor 6. Sauhadż Sezonowo: 1. Szarm el-Szejk |
| Air China                       | Sezonowo: 1. Urumczi |
| Air India                       | 1. Delhi 2. Mumbaj |
| Air India Express               | 1. Hajdarabad 2. Kannur 3. Kozhikode 4. Mangaluru 5. Tiruchirapalli |
| Air Samarkand                   | 1. Samarkanda |
| Air Senegal                     | 1. Dakar-Diass |
| AirSial                         | 1. Islamabad 2. Lahaur |
| AnadoluJet                      | 1. Stambuł-Sabiha Gökçen |
| Akasa Air                       | 1. Ahmadabad 2. Mumbaj |
| AlMasria Universal Airlines     | 1. Kair |
| Azerbaijan Airlines             | 1. Baku |
| Azman Air                       | Sezonowo: 1. Kano |
| Badr Airlines                   | 1. Chartum (zawieszone) 2. Port Sudan |
| Batik Air                       | 1. Makasar Sezonowo: 1. Surakarta |
| Batik Air Malaysia              | 1. Kuala Lumpur |
| Biman Bangladesh Airlines       | 1. Ćottogram 2. Dhaka 3. Srihotto |
| British Airways                 | 1. Londyn-Heathrow (powrót od 4 listopada 2024) |
| Centrum Air                     | 1. Taszkent |
| Citilink                        | 1. Dżakarta Sezonowo: 1. Kediri (od 6 października 2024) 2. Medan 3. Makasar 4. Palembang 5. Surakarta |
| Cyprus Airways                  | 1. Larnaka |
| Daallo Airlines                 | 1. Garoe 2. Hargejsa 3. Mogadiszu |
| EgyptAir                        | 1. Aleksandria 2. Kair 3. Luksor Sezonowo: 1. Szarm el-Szejk |
| Emirates                        | 1. Dubaj |
| Eritrean Airlines               | 1. Asmara |
| Ethiopian Airlines              | 1. Addis Abeba |
| Etihad Airways                  | 1. Abu Zabi Sezonowo: 1. Al-Ajn |
| Eurowings                       | 1. Berlin (od 4 listopada 2024) 2. Kolonia/Bonn (od 4 listopada 2024) |
| flyadeal                        | 1. Abha 2. Amman 3. Kair 4. Dammam 5. Gassim 6. Hail 7. Hofuf 8. Stambuł 9. Dżizan 10. Chartum (zawieszone) 11. Rijad 12. Tabuk Sezonowo: 1. Sarajewo |
| Flydubai                        | 1. Dubaj |
| FlyEgypt                        | 1. Aleksandria 2. Asjut 3. Kair 4. Sauhadż |
| Flynas                          | 1. Abha 2. Adana 3. Addis Abeba 4. Algier 5. Ałmaty 6. Amman 7. Ankara 8. Asmara 9. Bagdad 10. Bahrajn 11. Baku 12. Bejrut 13. Berlin (od 4 września 2024) 14. Biszkek 15. Bodrum 16. Bruksela 17. Casablanca 18. Dammam 19. Dhaka 20. Doha 21. Dubaj 22. Irbil 23. Gassim 24. Giza 25. Hatay 26. Hofuf 27. Stambuł-Sabiha Gökçen 28. Dżizan 29. Kano 30. Karaczi 31. Chartum (zawieszone) 32. Kuwejt 33. Lahaur 34. Marsylia 35. Medyna 36. Mumbaj 37. Nadżran 38. Namangan 39. Osz 40. Rijad 41. Salala 42. Sarajewo 43. Szardża 44. Szarm el-Szejk 45. Sauhadż 46. Tabuk 47. Taszkent 48. Tbilisi 49. Trabzon 50. Janbu Sezonowo: 1. Batumi 2. Dżakarta 3. Kozhikode 4. Makasar 5. Medan 6. Salzburg 7. Surabaja 8. Wiedeń |
| Garuda Indonesia                | 1. Dżakarta Sezonowo: 1. Banda Aceh 2. Bandung 3. Banjarmasin 4. Makasar 5. Medan 6. Padang 7. Palembang 8. Surakarta 9. Surabaja 10. Yogyakarta |
| Gulf Air                        | 1. Bahrajn |
| IndiGo Airlines                 | 1. Ahmadabad 2. Delhi 3. Hajdarabad 4. Kozhikode 5. Mumbaj |
| Iran Air                        | Sezonowo: 1. Ahwaz 2. Ardabil 3. Bandar Abbas 4. Birdżand 5. Buszehr 6. Gorgan 7. Hamadan 8. Isfahan 9. Kerman 10. Meszhed 11. Keszm 12. Raszt 13. Sari 14. Sziraz 15. Tebriz 16. Teheran-Imam Khomeini 17. Urmia 18. Jazd 19. Zahedan 20. Zandżan |
| Iraqi Airways                   | Sezonowo: 1. Bagdad 2. Basra 3. Irbil 4. Nadżaf 5. Sulajmanijja |
| ITA Airways                     | 1. Rzym-Fiumicino |
| Jazeera Airways                 | 1. Kuwejt |
| Jordan Aviation                 | 1. Amman |
| Jubba Airways                   | 1. Dubaj 2. Gaalkacyo |
| Kam Air                         | 1. Kabul 2. Kandahar 3. Mazar-i Szarif |
| Kuwait Airways                  | 1. Kuwejt |
| Libyan Airlines                 | 1. Bengazi 2. Trypolis |
| Libyan Wings                    | Sezonowo: 1. Trypolis |
| Lion Air                        | Sezonowo: 1. Bandung 2. Banda Aceh 3. Dżakarta 4. Makasar 5. Medan 6. Padang 7. Palembang 8. Pekanbaru 9. Surakarta 10. Surabaja 11. Yogyakarta |
| Malaysia Airlines               | 1. Kuala Lumpur Sezonowo: 1. Alor Setar 2. Johor Bahru 3. Kuala Terengganu 4. Penang |
| Max Air                         | Sezonowo: 1. Kano |
| Middle East Airlines            | 1. Bejrut |
| Nesma Airlines                  | 1. Hail |
| Nile Air                        | 1. Aleksandria 2. Asjut 3. Kair 4. Luksor 5. Sauhadż |
| Oman Air                        | 1. Maskat |
| Pakistan International Airlines | 1. Islamabad 2. Karaczi 3. Lahaur 4. Fajsalabad 5. Multan 6. Peszawar 7. Kweta (powrót od 6 sierpnia 2024) 8. Sijalkot |
| Pegasus Airlines                | 1. Stambuł-Sabiha Gökçen 2. Izmir Sezonowo: 1. Trabzon |
| Qanot Sharq                     | 1. Buchara 2. Fergana 3. Taszkent |
| Qatar Airways                   | 1. Doha |
| Royal Air Maroc                 | 1. Casablanca Sezonowo: 1. Marrakesz |
| Royal Brunei Airlines           | Sezonowo: 1. Brunei |
| Royal Jordanian                 | 1. Amman |
| SalamAir                        | 1. Maskat 2. Suhar |
| Saudia                          | 1. Abha 2. Abu Zabi 3. Addis Abeba 4. Al-Baha 5. Aleksandria 6. Algier 7. Al-Dżauf 8. Al-Ula 9. Al-Wadżh 10. Amman 11. Amsterdam 12. Ankara 13. Arar 14. Bagdad 15. Bahrajn 16. Bengaluru 17. Bangkok-Suvarnabhumi 18. Barcelona 19. Pekin-Daxing 20. Bejrut 21. Birmingham 22. Bisza 23. Kair 24. Casablanca 25. Dammam 26. Dar es Salaam 27. Dawadmi 28. Delhi 29. Dhaka 30. Dżibuti (zawieszone) 31. Doha 32. Dubaj 33. Frankfurt 34. Gassim 35. Genewa 36. Guangzhou 37. Gurayat 38. Hail 39. Hofuf 40. Hajdarabad 41. Islamabad 42. Stambuł 43. Dżakarta 44. Dżizan 45. Johannesburg 46. Kano 47. Karaczi 48. Chartum (zawieszone) 49. Koczin 50. Kozhikode 51. Kuala Lumpur 52. Kuwejt 53. Lahaur 54. Londyn-Gatwick 55. Londyn-Heathrow 56. Los Angeles 57. Lucknow 58. Madryt 59. Malé 60. Manchester 61. Manila 62. Mauritius 63. Medan 64. Medyna 65. Mediolan-Malpensa 66. Multan 67. Mumbaj 68. Monachium 69. Maskat 70. Nairobi 71. Nadżran 72. Neom 73. Nowy Jork-JFK 74. Paryż-Charles de Gaulle 75. Peszawar 76. Port Sudan (zawieszone) 77. Qaisumah 78. Rafha 79. Red Sea 80. Rijad 81. Rzym-Fiumicino 82. Szarm el-Szejk 83. Szarura 84. Singapur 85. Tabuk 86. Taif 87. Toronto-Pearson 88. Tunis 89. Turajf 90. Wiedeń 91. Wadi ad-Dawasir 92. Waszyngton-Dulles Sezonowo: 1. Adana 2. Agadir 3. Annaba 4. Ateny 5. Batam 6. Ćennaj 7. Konstantyna 8. Ghardaja 9. Izmir 10. Makasar 11. Malaga 12. Marrakesz 13. Oran 14. Salala 15. Surabaja 16. Zurych |
| SCAT Airlines                   | 1. Ałmaty |
| Scoot                           | 1. Singapur |
| Serene Air                      | 1. Islamabad 2. Peszawar |
| Somon Air                       | 1. Chodżent 2. Duszanbe |
| SpiceJet                        | 1. Ahmadabad 2. Delhi 3. Hajdarabad 4. Kozhikode 5. Mumbaj |
| SriLankan Airlines              | 1. Kolombo |
| Sudan Airways                   | 1. Chartum (zawieszone) 2. Port Sudan (zawieszone) |
| Syrian Air                      | Sezonowo: 1. Damaszek |
| Tarco Aviation                  | 1. Chartum (zawieszone) 2. Port Sudan |
| Thai Airways International      | 1. Bangkok-Suvarnabhumi |
| Transavia.com                   | 1. Lyon (od 13 grudnia 2024) 2. Paryż-Orly (od 12 grudnia 2024) |
| Tunisair                        | 1. Tunis |
| Turkish Airlines                | 1. Stambuł Sezonowo: 1. Adana 2. Ankara 3. Antalya 4. Bursa 5. Denizli Çardak 6. Diyarbakır 7. Erzurum 8. Gaziantep 9. Isparta 10. Izmir 11. Kayseri 12. Konya 13. Rize 14. Samsun 15. Sivas 16. Trabzon 17. Wan |
| US-Bangla Airlines              | 1. Dhaka |
| UTair Aviation                  | Sezonowo: 1. Magas |
| Uzbekistan Airways              | 1. Taszkent |
| Vistara                         | 1. Mumbaj |
| Wizz Air                        | 1. Budapeszt 2. Larnaka 3. Mediolan-Malpensa 4. Rzym-Fiumicino 5. Wenecja 6. Wiedeń |
| Yemenia                         | 1. Aden 2. Sajun |

### Cargo
| Linia Lotnicza           | Kierunek |
| ------------------------ | --- |
| Aerotranscargo           | 1. Hongkong 2. Szardża |
| Air France Cargo         | 1. Dammam 2. Hongkong 3. Paryż-Charles de Gaulle |
| DHL Aviation             | 1. Bahrajn |
| Ethiopian Airlines Cargo | 1. Addis Abeba |
| Lufthansa Cargo          | 1. Frankfurt 2. Szardża |
| Qatar Airways Cargo      | 1. Doha |
| Saudia Cargo             | 1. Addis Abeba 2. Amsterdam 3. Bengaluru 4. Bruksela 5. Dammam 6. Dhaka 7. Frankfurt 8. Guangzhou 9. Hongkong 10. Johannesburg 11. Chartum 12. Kozhikode 13. Maastricht Aachen 14. Lagos 15. Lucknow 16. Mediolan-Malpensa 17. Mumbaj 18. Nairobi 19. Nowy Jork-JFK 20. Ndżamena 21. Rijad 22. Szanghaj-Pudong 23. Szardża |